# Granville T. Woods
Granville Tailer Woods, född 23 april 1856 i Columbus i Ohio i USA, död 30 januari 1910 i New York City i New York i USA), var en afroamerikansk uppfinnare med mer än 50 patent.
Woods var också den första amerikan med afrikanska anor som arbetade som ingenjör inom maskinteknik- och elektroteknik efter amerikanska inbördeskriget.  Självlärd, koncentrerade han mest av sitt arbete till tåg och spårväg. En av hans betydande uppfinningar var Multiplex Telegraph, en enhet som skickade meddelanden mellan järnvägsstationer och rörliga tåg. Hans arbete ledde till en säkrare och bättre kollektivtrafik för städerna i USA.